# Frans Luitjes
Franciscus Jacobus (Frans) Luitjes (Utrecht, 21 juni 1944 – Den Haag, 27 oktober 1965) was een Nederlandse atleet, die zich had toegelegd op de 100 en 200 m. Hij nam eenmaal deel aan de Olympische Spelen, waar hij op beide nummers uitkwam.

## Biografie

### Snelle progressie
Luitjes behaalde op de hbs bij schoolwedstrijden reeds goede resultaten op sprintnummers. Zijn interesse ging echter uit naar voetbal. Op aandringen van schoolgenoten sloot hij zich in september 1959 aan bij de Haagse atletiekvereniging De Trekvogels. Zijn talent kwam direct tot uiting toen hij een eerste officiële wedstrijd over 60 m won in een tijd van 7,2 s. Onder de begeleiding van atletiekcoach Mijndert Blankenstein wist Luitjes vanaf 1960 een snelle progressie te maken. Op de 100 m verbeterde hij zijn persoonlijk record tot 10,7.

### Nederlands kampioen
In 1963 werd Luitjes Nederlands kampioen op de 100 m. Met een tijd van 10,4 klopte hij onder andere de voorgaande kampioen Hans Smit. Vanaf dat jaar richtte hij zich tevens op de 200 m. In zijn eerste wedstrijd op die afstand viel Luitjes in voor een zieke collega-loper. Hij kwam tot een tijd van 21,6 en bracht later in dat jaar het Nederlands juniorenrecord op 21,3. In juni 1963 bracht hij samen met Smit, Marius Bos en Jaap Noordenbos het Nederlands record op de 4 x 100 m estafette op 40,9. Voor het eerst in de historie was er in Nederland een tijd binnen de 41 seconden gerealiseerd.

### Geselecteerd voor Olympische Spelen
Vanaf de winter van 1964 trainde Luitjes geregeld in Leverkusen onder de hoede van de Duitse voormalige sprinter Bert Sumser. De goede resultaten die hij in de loop van het jaar liep tijdens internationale wedstrijden leidden ertoe, dat hij door de KNAU werd geselecteerd voor de 100 en 200 m op de Olympische Spelen in Tokio. Op 30 augustus 1964 verraste Luitjes de internationale atletiekwereld toen hij in een landenwedstrijd de Franse kampioen Bernard Laidebeur op de 100 m versloeg.

### Nederlands record in Tokio
De wedstrijd over 100 m op de Olympische Spelen eindigde in een teleurstelling. In de seriewedstrijden kende hij een slechte start. Hij eindigde als vierde en zijn tijd van 10,6 betekende een directe uitschakeling. In de kwalificatiewedstrijd voor de 200 m evenaarde hij met 21,1 het tientallen jaren oude Nederlandse record van Chris Berger en Tinus Osendarp. Na een tijd van 21,4 in de kwartfinale, liep Luitjes in de halve finale opnieuw 21,1. Zijn zevende plaats was echter niet genoeg voor plaatsing voor de finale.

### Ziekte en overlijden
Al voor de Spelen had Luitjes last van een gezwollen wang. In Tokio had hij pijnstillers nodig om de pijn in zijn kaak te onderdrukken. Hij keerde vanwege deze gezondheidsproblemen eerder dan de rest van de Nederlandse ploeg naar huis en werd in het ziekenhuis opgenomen met een lymfeklier-ontsteking. In maart 1965 ontving Luitjes de Herman van Leeuwen-beker als beste Nederlandse atleet van het jaar. Hoewel hij bleef trainen en zijn comeback meerdere keren werd aangekondigd, zorgden terugkerende lymfeklierproblemen ervoor, dat hij na de Olympische Spelen van 1964 niet meer in wedstrijden uitkwam. In oktober 1965 overleed Luitjes op 21-jarige leeftijd in het Haagse ziekenhuis Zuidwal. Op 1 november 1965 vond onder grote belangstelling de uitvaartplechtigheid plaats op begraafplaats Westduin.

## Nederlandse kampioenschappen
| Onderdeel | Jaar       |
| --------- | ---------- |
| 100 m     | 1963, 1964 |

## Persoonlijke records
| Onderdeel | Prestatie        | Datum           | Plaats    |
| --------- | ---------------- | --------------- | --------- |
| 100 m     | 10,4 s           | 27 juni 1964    | Rotterdam |
| 100 m el. | 10,69 s          | 14 oktober 1964 | Tokio     |
| 200 m     | 21,1 s (ex-NR) * | 16 oktober 1964 | Tokio     |

* Elektronisch omgerekend: 21,13 s

## Onderscheidingen
- KNAU-atleet van het jaar - 1964